# Теорема Пуанкаре о классификации гомеоморфизмов окружности
В теории динамических систем, теорема Пуанкаре о классификации гомеоморфизмов окружности описывает возможные типы обратимой динамики на окружности, в зависимости от числа вращения {\displaystyle \rho (f)} итерируемого отображения f. Грубо говоря, оказывается, что динамика итераций отображения в определённой степени похожа на динамику поворота на соответствующий угол.
А именно, пусть задан гомеоморфизм окружности f. Тогда:
1) Число вращения рационально тогда и только тогда, когда у f есть периодические точки. При этом знаменатель числа вращения — это период любой периодической точки, а циклический порядок на окружности точек любой периодической орбиты такой же, как и у точек орбиты поворота на {\displaystyle \rho (f)}. Далее, любая траектория стремится к некоторой периодической как в прямом, так и в обратном времени ({\displaystyle \alpha }- и {\displaystyle \omega }-предельные траектории при этом могут быть разными).
2) Если число вращения f иррационально, то возможны два варианта:
i) либо у f есть плотная орбита, и тогда гомеоморфизм f сопряжён повороту на {\displaystyle \rho (f)}. В этом случае все орбиты f плотны (поскольку это верно для иррационального поворота);
ii) либо у f есть канторово инвариантное множество C, являющееся единственным минимальным множеством системы. В этом случае все траектории стремятся к C как в прямом, так и в обратном времени. Кроме того, отображение f полусопряжено повороту на {\displaystyle \rho (f)}: для некоторого отображения h степени 1,
{\displaystyle h\circ f=R_{\rho (f)}\circ h.}
При этом множество C в точности является множеством точек роста h — иными словами, с топологической точки зрения, h схлопывает интервалы дополнения до C.